# Zipserita
La zipserita és un mineral de la classe dels sulfurs. Rep el nom en honor de Kristián Andrej Zipser (Györ, Hongria, 25 de novembre de 1783 - Banská Bystrica, Eslovàquia, 20 de febrer de 1864), un destacat mineralogista de l'Imperi Austrohongarès al segle xix.

## Característiques
La zipserita és un sulfur de fórmula química Bi₅S₄. Va ser aprovada com a espècie vàlida per l'Associació Mineralògica Internacional l'any 2022. Cristal·litza en el sistema trigonal. Va ser publicada a la revista internacional Mineralogical Magazine per Juraj Majzlan et al. en el mes de maig de 2024 amb el títol Zipserite, a new bismuth chalcogenide Bi5(S,Se)4 from Nagybörzsöny in Hungary with a R3m(00γ)00 modulated structure.
L'exemplar que va servir per a determinar l'espècie, el que es coneix com a material tipus, es troba conservat a les col·leccions de la facultat de ciències naturals de la Universitat Comenius de Bratislava, a Eslovàquia, amb el número de catàleg: mmuk 7670.

## Formació i jaciments
Va ser descoberta a Alsó-Rózsa, a Nagybörzsöny, dins el districte de Szob (Pest, Hongria). També ha estat descrita a la mina Penberthy Croft, a la localitat de St Hilary, a Cornualla (Anglaterra). Aquests dos indrets són els únics de tot el planeta on ha estat descrita aquesta espècie mineral.